# Otidea grandis
Otidea grandis är en svampart som först beskrevs av Christiaan Hendrik Persoon, och fick sitt nu gällande namn av Rehm 1893. Otidea grandis ingår i släktet Otidea och familjen Pyronemataceae.   Inga underarter finns listade i Catalogue of Life.